# Em Paris
Em Paris (em francês: Dans Paris) é um filme de romance dramático francês de 2006, realizado e escrito por Christophe Honoré, com Romain Duris, Louis Garrel, Joana Preiss, Guy Marchand e Marie-France Pisier.

## Sinopse
Paul separa-se de Anna e vai viver para casa do pai, para superar este momento difícil. Ele fica todo o dia trancado no quarto, vivenciando a dor do fim da relação. Já o seu irmão mais novo, Jonathan, é um jovem estudante despreocupado, que ocupa o seu tempo com relações amorosas casuais, com raparigas que se lhe atravessam no caminho. Num só dia, pautado por encontros e cenas da vida familiar, os dois irmãos, o pai e a mãe  — que está separada do pai e refez a sua vida — tentam aproximar-se de Paul para o ajudar a ultrapassar esta fase e tirar-lhe da cabeça os seus pensamentos suicidas.

## Elenco
- Romain Duris… Paul
- Louis Garrel… Jonathan
- Joana Preiss… Anna
- Guy Marchand… Mirko, o pai
- Marie-France Pisier… a mãe
- Alice Butaud… Alice
- Héléna Noguerra… a garota da motocicleta
- Judith El Zein… a garota que crê que vai chover
- Annabelle Hettmann… a garota da montra
- Mathieu Funck-Brentano… o garoto do cigarro
- Lou Rambert-Preiss… Loup

## Banda sonora
1. "Avant la haine" — Romain Duris e Joana Preiss
2. "Flavor" - Girls in Hawaii
3. "Handshakes" — Metric
4. "Cambodia" — Kim Wilde

## Prémios e nomeações
César 2007 (França)
| Categoria                             | Resultado                   |
| ------------------------------------- | --------------------------- |
| Melhor ator secundário — Guy Marchand | Indicado[carece de fontes?] |